# Pickmere
 (février 2025).
Si vous disposez d'ouvrages ou d'articles de référence ou si vous connaissez des sites web de qualité traitant du thème abordé ici, merci de compléter l'article en donnant les références utiles à sa vérifiabilité et en les liant à la section « Notes et références ».
Pickmere est un village et une paroisse civile anglaise située dans le comté de Cheshire sur la route B5391 entre Knutsford et Northwich.

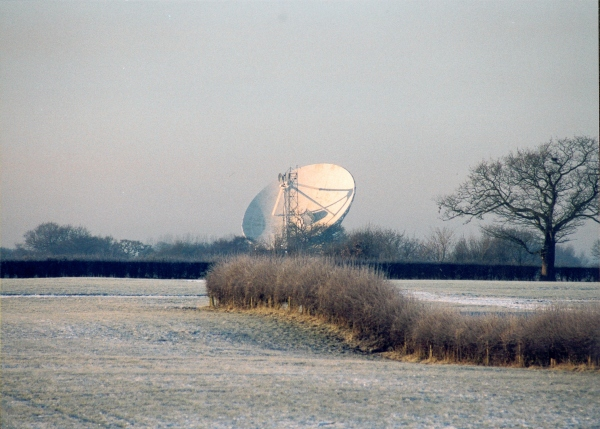
Le radiotélescope à Pickmere

Un des radiotélescopes qui constituent le réseau interférométrique MERLIN de l'université de Manchester est situé dans la partie est du territoire de la paroisse.